# Красимир Атанасов
Красимир Тодоров Атанасов е български учен, математик, академик на Българската академия на науките, доктор на математическите науки, доктор на техническите науки, дългогодишен преподавател, старши научен сътрудник I степен. Работи в Института по биофизика и биомедицинско инженерство към БАН, носител е на много звания, награди и отличия, включително Награда „Питагор“ на МОН за утвърден учен в техническите науки (2013 г.) и Голямата награда за изключителен индивидуален принос за оформяне на H-индекса на БАН (2020 г.) . Известен е преди всичко с въвеждането на понятията интуиционистки размити множества (1983 година) и обобщени мрежи (1984 година), които са обобщения, съответно, на понятията размитите множества и мрежи на Петри.

## Биография
Роден е на 23 март 1954 г. в град Бургас. През 1978 г. завършва Факултета по математика и механика при Софийския университет „Климент Охридски“.
През 2012 г. е избран за член-кореспондент на БАН, а през 2021 г. – за академик . Той е почетен член на Технологичния институт на Сидни, член на Съюза на математиците в България, Американското математическо общество, Съюза на учените в България и член на редколегиите на редица списания.
Съгласно класация на Стандфордския университет през 2020 г., Красимир Атанасов е сред първите два процента най-добри учени в света  На 9 април 2024 година е награден от президента Румен Радев с орден „Стара планина“ първа степен за заслуги „в областта на изкуствения интелект, информатиката и математиката“.